# Algaida
Algaida är en kommun i Spanien. Den ligger i den autonoma regionen Balearerna i östra delen av landet. Antalet invånare är 6 311 (2024).  Algaida ligger på ön Mallorca.